# Ricky Lo
Pour les articles homonymes, voir Lo.
Ricardo F. Lo, connu sous le nom de Ricky Lo, né le 21 avril 1946 à Las Navas (Philippines) et mort le 4 mai 2021 à Manille, est un écrivain, journaliste et animateur de télévision sino-philippin.

## Biographie
Lo, d'origine chinoise, est né à Las Navas dans le nord de Samar. Il a terminé ses études secondaires à l'école bilingue Tabaco Pei Ching à Tabaco, Albay, et a appris l'anglais à l'Université de l'Est.
En 1999, Lo est devenu l'un des animateurs du talk-show The Buzz sur ABS-CBN. Il a ensuite été transféré à GMA 7 et a animé Startalk. Il a également animé d'autres programmes tels que The Ricky Lo Exclusives  sur QTV 11 et Showbiz Stripped.
En janvier 2013, Lo devient célèbre pour une interview avec Anne Hathaway qui attire les critiques des internautes .